# Ostateczna rozgrywka (film 2018)
Ostateczna rozgrywka (ang. Final Score) – brytyjski film akcji z 2018 roku w reżyserii Scotta Manna, wyprodukowany przez wytwórnię Altitude Film Distribution.

## Fabuła
Na stadionie piłkarskim w Londynie trzydzieści pięć tysięcy rozentuzjazmowanych osób ogląda mecz. Z trybun dobiegają radosne okrzyki fanów usiłujących zagrzać do walki swoją ulubioną drużynę.
Wśród widzów jest były żołnierz Michael Knox (Dave Bautista), który zabrał ze sobą nastoletnią bratanicę Danni. Świetna atmosfera panująca podczas rozgrywek zostaje zaprzepaszczona przez wtargnięcie na teren obiektu grupy uzbrojonych rosyjskich terrorystów. Nieznający litości napastnicy natychmiast przejmują kontrolę, a przerażoną publiczność biorą na zakładników. Pragną odnaleźć swojego byłego wspólnika, Dimitrija (Pierce Brosnan).
Przestępcy posądzają go o nielojalność. Uważają, że ukrywa się w tłumie. Jeśli nie uda im się go dopaść, zdetonują ładunki wybuchowe. Nie zdają sobie jednak sprawy, że doświadczony oraz świetnie wyszkolony w służbie wojskowej Knox nie zamierza biernie się przyglądać rozwojowi wydarzeń. Sprawy stają na ostrzu noża, kiedy bandyci zaczynają bezpośrednio zagrażać jego podopiecznej. Mężczyzna jest gotów zrobić wszystko, aby ją ocalić.

## Obsada
- Dave Bautista jako Michael Knox
- Pierce Brosnan jako Dimitrij Bieław
- Ray Stevenson jako Arkadij Bieław
- Alexandra Dinu jako Tatiana
- Martyn Ford jako Wład Iwanow
- Lara Peake jako Danni
- Amit Shah jako Faisal Khan
- Lucy Gaskell jako Rachel
- Ralph Brown jako Steed

## Odbiór

### Krytyka
Film Ostateczna rozgrywka spotkał się z mieszaną reakcją krytyków. W serwisie Rotten Tomatoes 70% z trzydziestu trzech recenzji filmu jest pozytywne (średnia ocen wyniosła 5,19 na 10). Na portalu Metacritic średnia ocen z 8 recenzji wyniosła 53 punkty na 100.